# Verwaltungsgemeinschaft Wurmannsquick
Die Verwaltungsgemeinschaft Wurmannsquick im niederbayerischen Landkreis Rottal-Inn wurde im Zuge der Gemeindegebietsreform am 1. Mai 1978 gegründet und zum 1. Januar 1994 wieder aufgelöst.
Ihr gehörten der Markt Wurmannsquick und die Gemeinde Mitterskirchen an.
Sitz der Verwaltungsgemeinschaft war Wurmannsquick.